# Orthoporus foliatus
Orthoporus foliatus är en mångfotingart som beskrevs av Chamberlin 1923. Orthoporus foliatus ingår i släktet Orthoporus och familjen Spirostreptidae. Inga underarter finns listade i Catalogue of Life.